# José Manuel Serrano Cueto
José Manuel Serrano Cueto (Cádiz, 5 de abril de 1976) es director de cine, habiendo estado nominado al Goya al Mejor Largo Documental en 2012, y escritor.

## Biografía
Titulado en Dirección de Escena por la Escuela Superior de Arte Dramático de Málaga, es hermano del escritor Antonio Serrano Cueto. Su trayectoria profesional como ensayista abarca los libros sobre cine, casi todos dedicados al terror. Por su trayectoria como especialista de terror se le concede en 2010 el premio honorífico Cabeza de Jíbaro en el Festival de Cine de Terror y Fantástico de Lloret del Mar (Festerror).
En su faceta de escritor ha colaborado en numerosas publicaciones, entre ellas Interviú, GEO, GQ, Man, Mía, Primera Línea o las especializadas en misterios Más Allá, Año/Cero y Enigmas. Sobre esta temática, en 2011 publica con Ediciones Mayi el libro Cádiz oculto, uno de los libros gaditanos más vendidos de los últimos años, al que le sigue en 2014 Cádiz oculto 2 y en 2018 Cádiz oculto 3. En 2019 comienza una experiencia nueva, vinculada a lo paranormal, con la apertura de la Casa del Terror y lo Fantástico Cádiz oculto, una exposición sobre los misterios y leyendas que trata en sus libros. 
Su faceta como director de cine abarca el largometraje documental Contra el tiempo (2012), nominado al Goya como Mejor Documental y a las Medallas del Círculo de Escritores Cinematográficos, así como los cortos Pelucas (2014), sobre el cáncer de mamá que contó con Lola Marceli como protagonista, y El extraño caso del Dr. Toñito (2017), seleccionado en festivales de género tan importantes como el de San Sebastián, Buenos Aires Rojo Sangre o Nocturna, entre otros. Después dirigió el largo documental Caballas (2018) y en 2024 estrenó el largo documental Osario Norte. Los últimos días de San Valentín, dedicado al triste final del actor Jorge Rigaud y nominado a las Medallas del Círculo de Escritores Cinematográficos en 2025.
También es autor de diversas piezas teatrales, como, “¡Mira qué somos fantasmas!” estrenada en el Teatro Bellas Artes de Madrid dentro del espectáculo ¡Qué bello es vivir! con Josele Román, Beatriz Rico y Fran Antón junto a piezas de autores como Antonia San Juan, Félix Sabroso o Alfonso Zurro. La pieza fue publicada por la editorial Cazador de Ratas en el libro La musa y el lobo (2018) junto a otra que da título al volumen.
En 2019 recibió el premio Gaditano del Año otorgado por Onda Cero. 
Es miembro de la Academia de las Artes y Ciencias Cinematográficas de España.

## Obra
- Gaditanos en el cine –y Cádiz como plató– (Cádiz, Alcances, 2001)
- Malagueños en el cine (Málaga, Festival de Cine Español, 2003)
- Aldo Sambrell, la mirada más despiadada (Valladolid, Fancy, 2003)
- De lo fantástico a lo real. Diccionario de la ciencia en el cine (Tres Cantos, Nívola, 2003)
- Vincent Price. El terror a cara descubierta (Madrid, T&B, 2004)
- Ava Gardner. De la A a la Z (Madrid, Jaguar, 2007)
- Horrormanía (Madrid, Alberto Santos, 2007)
- De monstruos y hombres. Los reyes del terror de la Universal (Madrid, T&B, 2007)
- Zombie Evolution. El libro de los muertos vivientes en el cine (Madrid, T&B, 2009)
- Jess Franco. Tutto sul suo cinema “spiazzante” (Roma, Profondo Rosso, 2011)
- Vincent Price. El villano exquisito (Madrid, T&B, 2011)
- Tod Browning (Cádiz, Cátedra, 2011)
- Cádiz oculto. Historias gaditanas para no dormir (Cádiz, Mayi, 2011)
- Cádiz oculto 2. Más historias gaditanas para no dormir (Cádiz, Mayi, 2014)
- Pelucas (Cádiz, Mayi, 2016)
- La musa y el lobo (Cádiz, Cazador de Ratas, 2018)
- Cádiz oculto 3. Nuevas historias gaditanas para no dormir (Cádiz, Mayi, 2018)
- ¡Echad el ancla! 50 miradas cinematográficas sobre el mar (Barcelona, UOC, 2019)
- Non Grato. Aproximación al cine de Jesús Franco (Málaga, Applehead, 2020)
- Contra el tiempo (Málaga, Applehead, 2021)
- Gaditanos de cine. Cádiz como plató de rodaje (Cádiz, Mayi, 2022)
- Los fantasmas del Mora (Cádiz, Mayi, 2024)

### Libros colectivos
- Diccionario del Cine Iberoamericano. España, Portugal y América (Madrid, SGAE, 2008)
- Christopher Lee. Il principe delle tenebre (Roma, Profondo Rosso, 2008)
- El pulso del narrador. Los contrapuntos de Jaime de Armiñán (Madrid, Notorious, 2009)
- Cine XXI. Directores y direcciones (Madrid, Cátedra, 2013)
- Cine fantástico y de terror español. De los orígenes a la edad de oro (1921-83) (Madrid, T&B, 2015)
- Cine fantástico y de terror español. Mutaciones y reformulaciones (1984-2015) (Madrid, T&B, 2016)
- Todo el cine zombi (Valladolid, IG, 2016)

## Filmografía
- Río seco (corto, 2006)
- Contra el tiempo (largo documental, 2012)
- Pelucas (corto, 2014)
- Yo quise hacer Los Bingueros 2 (corto, 2016)
- El extraño caso del Dr. Toñito (corto, 2017)
- Mr. Rosbif y el secreto de la tortillita de camarones (corto, 2017)
- Caballas (largo documental, 2018)
- Osario Norte. Los últimos días de San Valentín (largo documental, 2024)